# Аль-Ашраф Муса ибн Масуд
Музаффар ад-дин аль-Ашраф Муса ибн Масуд, известный как аль-Ашраф II (араб. الأشرف موسى‎) — последний султан из династии Айюбидов, формально правивший Египтом в 1250—1254 годах.

## Биография
Происхождение аль-Ашрафа не совсем понятно. Он был потомком Салах ад-Дина и правнуком аз-Захира Гази, эмира Алеппо, который боролся против аль-Адиля I за господство в доменах Айюбидов. Его дед, сын аз-Захира, аль-Азиз Мухаммад ибн Гази, также был эмиром Алеппо, в то время как его отец, ан-Насир, был ещё и эмиром Дамаска. Однако, если это верно, он был бы номинальным главой правительства в Египте, которое боролось против его собственного отца. Согласно другим источникам, он был сыном Юсуфа и внуком аль-Масуда Юсуфа. Аль-Масуд Юсуф, сын султана аль-Камиля, был в прошлом правителем Йемена. После того, как Айюбиды покинули Йемен, его семья переехала в Каир.
Правление Айюбидов в Египте фактически закончилось в 1250 году, когда мамлюки убили султана аль-Муаззама Туран-шаха. После краткого периода правления Шаджар ад-Дурр власть перешла к лидеру мамлюков Айбеку. Ан-Насир Салах ад-Дин Юсуф II, правитель Алеппо, был принят в Дамаске и начал подготовку отправки армии в Египет, чтобы провозгласить себя султаном. Мамлюки поняли, что если он достигнет Каира, то сможет реально угрожать их власти. По этой причине они решили, что было бы разумно, чтобы номинальная власть в стране принадлежала члену династии Айюбидов, чтобы дать их правлению видимость легитимности. По этой причине Айбек отказался от трона, и шестилетний аль-Ашраф Муса был провозглашен султаном.
Нападение ан-Насира Юсуфа на Египет было отбито, и в 1253 году была достигнута договоренность, после которой ан-Насир удалился, оставив Египет в управлении мамлюков. В 1254 году новая потенциальная угроза правлению Айбека была создана, когда Фарис ад-Дин Актай, лидер бахритов-мамлюков, попросил разрешения переехать в цитадель Каира со своей будущей женой, которая была сестрой айюбидского правителя Хамы аль-Мансура. Чувствуя, что Актай мог бы использовать этот брак, чтобы приобрести права на престол, Айбек приказал его убить. После этого Айбек решил править самостоятельно, и потребность в представителе Айюбидов на престоле отпала. Айбек низложил аль-Ашрафа Мусу и отправил его обратно к тете, после чего провозгласил себя султаном во второй раз.